# José María Hinojosa
José María Hinojosa Lasarte (Campillos, Málaga, 17 de octubre de 1904-Málaga, 22 de agosto de 1936) fue un poeta español de la generación del 27, introductor en España de la poesía surrealista y codirector en 1929, junto con Emilio Prados, de la revista Litoral. Detenido al fracasar en Málaga la sublevación militar de julio de 1936, murió asesinado junto a su padre y un hermano en el curso de una de las «sacas» de presos efectuadas por milicianos republicanos, en las primeras semanas de la guerra civil española.

«...Otro poeta malagueño cuya muerte terrible no se ha mencionado entre nosotros.»
Luis Cernuda: «Historial de un libro», 1958.

## Biografía
Perteneciente a familia de hacendados, conservadora y muy religiosa, en 1914 llegó a Málaga, desde Alameda, para cursar el bachillerato como alumno interno en el Colegio San Fernando que estaba situado en la calle de la Victoria número 9. En 1918 toda su familia se trasladó a Málaga.
A comienzos de la década de los años veinte, Hinojosa comenzó a relacionarse con la bohemia artística de la ciudad que se reunía en las tertulias del Café Inglés en la malagueña calle Larios, conociendo a otros jóvenes poetas como Emilio Prados, Manuel Altolaguirre y José María Souvirón o a José Moreno Villa, perteneciente a la generación anterior. En 1921 se matriculó en la Universidad de Granada para cursar Derecho, y allí entabló amistad con Federico García Lorca, finalizando sus estudios en Madrid, donde se licenció en 1926. En la capital del reino, y desde finales de 1923, entró en contacto con los ambientes poéticos y pictóricos, convirtiéndose en testigo de las vanguardias artísticas de aquellos años.
En 1923, junto a Manuel Altolaguirre y José María Souvirón editó la revista Ambos, con ecos del dadaísmo, expresionismo  y futurismo, y agrupando literatura, pintura y música, creación, crítica y traducciones, que marcaría la línea de posteriores y relevantes revistas malagueñas como Vida Gráfica o Litoral. Hinojosa publicó en Ambos sus primeros versos, Poema de Invierno.
Sus primeros libros Poema del campo (Madrid, 1925) y Poesía de perfil (París, 1926) poseen una índole arcádica y simbolista, influida por Juan Ramón Jiménez, en arte menor. El poeta de Moguer se refirió a Hinojosa por estas publicaciones como «... vívido, gráfico poeta agreste». Atraído por las vanguardias, pero también para estudiar francés en la Sorbona, viajó a París en 1925, trabando amistad con la joven generación de pintores —entre los españoles, los de la Escuela de París: Joaquín Peinado, Francisco Bores, Ángeles Ortiz, Benjamín Palencia...— y escritores de su época —el escritor cubano José María Chacón y Calvo, el hispanista francés Jean Cassou— y asimilando las estéticas de vanguardia, entre ellas el surrealismo de André Breton, hacia donde orientó su obra poética.
En 1927 publicó su libro poético La rosa de los vientos (Málaga, 1927), su libro más breve, con dieciséis poemas y prólogo, donde son patentes las huellas de las vanguardias, el futurismo y el ultraísmo. Sus publicaciones aparecían en bellas ediciones de autor con ilustraciones de sus amigos pintores como Dalí, Bores, Benjamín Palencia o Moreno Villa. 
En 1928, tras una breve estancia en Londres, realizó un viaje por los países nórdicos y la Unión Soviética con José Bergamín y Rosario Arniches, en viaje de bodas, y volvió desilusionado de los logros de la revolución rusa. Él protegió a Dalí y a Gala cuando pasaron unas vacaciones en Torremolinos tras escapar de Paul Éluard. Ese mismo año se convirtió en codirector de la revista Litoral, junto a sus fundadores.
Publicó Orillas de la luz (Málaga, 1928) y la La flor de Californía (sic) (Madrid, 1928), ambos escritos en 1927 —aunque algunos textos de La flor de Californía son de 1925— y que muestran un autor dueño de un mundo propio y original. En La flor de Californía hay reminiscencias de Los cantos de Maldoror, de Isidore Ducasse, conde de Lautréamont, y chispazos poéticos humorísticos inspirados por Ramón Gómez de la Serna. En su segunda parte, «Textos oníricos», desaparece ahora la leve trama argumental de los capítulos iniciales y el relato se convierte en poema en prosa, en un ejercicio de escritura automática plenamente surrealista. El libro representa uno de los hitos más significativos del surrealismo español, siendo además el primer libro de este estilo publicado en España, editado junto a dibujos de Joaquín Peinado el 12 de abril de 1928 por la Imprenta Sur. El surrealismo de Hinojosa se adelanta al de Lorca (Poeta en Nueva York) o Alberti (Sobre los ángeles). Injustificadamente, y debido al contexto histórico fuertemente ideologizado, politizado y radical, Hinojosa sufrió fuertes críticas provenientes de autores o críticos comunistas como Bergamín o de Juan Ramón Masoliver, que lo descalificaban, ninguneando su obra, denominándolo «bohemio con cuenta corriente» o «señorito andaluz».
En 1931 publicó su último libro, La sangre en libertad, también surrealista. Un año antes había comenzado su relación —con muchas fluctuaciones sentimentales— con Ana Freüller Valls, algo que se deja notar en la obra, repleta de vívidas y violentas imágenes surrealistas, agonía y sexualidad, que parece prefigurar el final trágico del autor. 
Desde la proclamación de la II República inició una intensa actividad política en partidos de la derecha antirrepublicana. Durante estos años publicó más de ciento cincuenta artículos en la prensa de Málaga. En agosto de 1932 fue detenido tras el pronunciamiento de Sanjurjo por sus mítines en la Comunión Tradicionalista y puesto en libertad quince días más tarde. Tras las elecciones de 1933 fue nombrado delegado del Gobierno de la Conferencia Hidrográfica del Sur de España con sede en Málaga, durante unos meses. 
En 1936 abrió un bufete de abogados con José María Barrionuevo y se presentó a las elecciones generales de España de 1936 por el Partido Agrario Español, vinculado a la CEDA, sin llegar a obtener acta de diputado. Una semana después de la insurrección militar de 1936 fue detenido, junto a su padre y su hermano, acusados de «fascistas». El 20 de julio habría visto por última vez a Ana Freüller.
El 22 de agosto de 1936, José María Hinojosa, su padre y su hermano, así como Luis Altolaguirre —hermano del escritor Manuel Altolaguirre— y cuarenta y seis detenidos más, fueron asesinados mediante fusilamiento en la tapia del cementerio de San Rafael por un grupo de milicianos anarquistas y socialistas que había asaltado previamente la Prisión Provincial como represalia por los bombardeos de los depósitos de la Campsa, efectuados al parecer por aviones alemanes en apoyo del ejército rebelde.

## Significación político-cultural
José María Hinojosa es considerado uno de los representantes principales de la tendencia anticomunista dentro de la vanguardia artístico-literaria española, junto con Ernesto Giménez Caballero y Ramón Sijé.

## Obras
- Poema del campo (Madrid, 1925)
- Poesía de perfil (París, 1926)
- La rosa de los vientos (Málaga, 1927)
- Orillas de la luz (Málaga, 1928)
- La flor de Californía (sic) (Madrid, 1928)
- La sangre en libertad (Málaga, 1931)
- Poesías completas (Málaga: Litoral, 1983)
- Seis poemas inéditos (Málaga: Diputación Provincial, 1988)
- Obra completa de José María Hinojosa (1923-1931), edición de Alfonso Sánchez. Fundación Genesian, 2004.